# 小岛氏
小島氏，日本國的一個氏族，在日本姓氏排名第61位。

## 歷史起源
1. 源於劉姓的阿知使主的後裔，坂上氏庶流小島氏 （武家）
2. 源於清和源氏滿政流之山田氏庶流的小島氏
3. 源於藤原氏流小島氏

## 歷史名人
- 小島彌太郎，出生在妙高高原周邊，日本戰國時代猛將，上杉氏的家臣。通稱慶之助、「鬼小島」。
- 小島嘉兵衛，江戶時代後期陸奧國大名津輕氏武士小島貞知的養父。

## 現代名人
- 小島一志（日语：小島一志），（1959年 - ），編集者、作家。立教大學中退、早稻田大学商學部卒業。極真空手名譽貳段。士道館最高師範である村上竜司によって設立された大日本強育委員会の顧問･相談役。